# Лачу-Махале
Лачу-Махале (перс. لاچومحله) — село в Ірані, у дегестані Асалем, у бахші Асалем, шагрестані Талеш остану Ґілян. За даними перепису 2006 року, його населення становило 441 особу, що проживали у складі 109 сімей.

## Клімат
Середня річна температура становить 13,93 °C, середня максимальна – 27,64 °C, а середня мінімальна – -0,37 °C. Середня річна кількість опадів – 748 мм.
| Клімат поселення                              | Клімат поселення | Клімат поселення | Клімат поселення | Клімат поселення | Клімат поселення | Клімат поселення | Клімат поселення | Клімат поселення | Клімат поселення | Клімат поселення | Клімат поселення | Клімат поселення | Клімат поселення |
| Показник                                      | Січ.             | Лют.             | Бер.             | Квіт.            | Трав.            | Черв.            | Лип.             | Серп.            | Вер.             | Жовт.            | Лист.            | Груд.            |                  |
| Середній максимум, °C                         | 10,51            | 10,95            | 12,70            | 16,86            | 20,91            | 25,88            | 27,64            | 27,57            | 22,81            | 20,47            | 16,14            | 11,93            |                  |
| Середня температура, °C                       | 5,08             | 5,51             | 7,24             | 11,42            | 15,48            | 20,43            | 23,56            | 23,50            | 18,72            | 16,38            | 12,05            | 7,85             |                  |
| Середній мінімум, °C                          | −0,37            | 0,08             | 1,81             | 5,98             | 10,04            | 15,02            | 19,47            | 19,40            | 14,62            | 12,30            | 7,96             | 3,76             |                  |
| Норма опадів, мм                              | 71               | 61               | 66               | 55               | 40               | 24               | 10               | 32               | 78               | 117              | 89               | 105              |                  |
| Середньомісячна швидкість вітру, м/с          | 2.30             | 2.40             | 2.40             | 2.30             | 2.29             | 2.55             | 2.60             | 2.40             | 2.13             | 2.06             | 2.02             | 2.00             |                  |
| Середньомісячна сонячна радіація, кДж/м²·день | 6815             | 9088             | 11204            | 15814            | 19971            | 22779            | 23793            | 19973            | 16298            | 11079            | 8405             | 6498             |                  |
| --------------------------------------------- | ---------------- | ---------------- | ---------------- | ---------------- | ---------------- | ---------------- | ---------------- | ---------------- | ---------------- | ---------------- | ---------------- | ---------------- | ---------------- |
| Джерело:                                      |                  |                  |                  |                  |                  |                  |                  |                  |                  |                  |                  |                  |                  |